# Verde Arlecchino
A destra è mostrato il colore verde Arlecchino.
Il primo uso che si ricordi del termine "verde Arlecchino" per indicare tale colore risale al 1923.